# غرينوود (نيويورك)
غرينوود (بالإنجليزية: Greenwood Lake, New York)‏ هي بلدة تقع في الولايات المتحدة في مقاطعة أورانج، نيويورك. يقدر عدد سكانها بـ 3,154 نسمة ومساحتها 6.4 كم2 وترتفع عن سطح البحر 192 متر.